# Daniel E. Howard

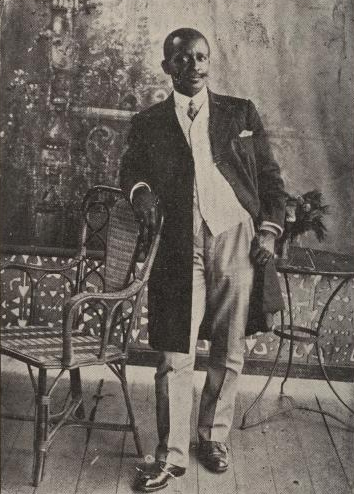
Howard (1921)

Daniel Edward Howard (* 4. August 1861 in Buchanan, Grand Bassa County, Liberia; † 9. Juli 1935 in Monrovia) war von 1912 bis 1920 16. Staatspräsident Liberias.
Nach dem Ausbruch des Ersten Weltkriegs versuchte er, die Neutralität des Landes zu wahren, obwohl er dazu tendierte, die Alliierten zu unterstützen, deren afrikanische Kolonien Liberia umgaben. Trotz des Protests der Deutschen erlaubte er den Franzosen, eine Funkstation in der Hauptstadt Monrovia zu betreiben. Daraufhin entsandten die Deutschen 1917 ein U-Boot, um die Stadt anzugreifen, was Howard dazu bewog, sich auf die Seite der Alliierten zu schlagen und Deutschland den Krieg zu erklären.
| Personendaten    | Personendaten                         |
| ---------------- | ------------------------------------- |
| NAME             | Howard, Daniel E.                     |
| ALTERNATIVNAMEN  | Howard, Daniel Edward                 |
| KURZBESCHREIBUNG | liberianischer Präsident              |
| GEBURTSDATUM     | 4. August 1861                        |
| GEBURTSORT       | Buchanan, Grand Bassa County, Liberia |
| STERBEDATUM      | 9. Juli 1935                          |
| STERBEORT        | Monrovia                              |